# 陀螺大脐蜗牛
陀螺大脐蜗牛（学名：Aegista turbinella），是柄眼目扁蜗牛科盾蜗牛属的一种。主要分布于中国大陆，常栖息在丘陵山区，农田附近灌木丛、草丛中、落叶、石块下多腐殖质阴暗潮湿的环境。